# La corsa al Polo
La corsa al Polo (The Last Place on Earth) è una miniserie televisiva britannica in 7 puntate trasmesse per la prima volta nel 1985. Basata sul libro Scott and Amundsen di Roland Huntford, racconta la gara tra gli esploratori Robert Falcon Scott e Roald Amundsen nel loro tentativo di raggiungere per primi il Polo Sud, prendendo una posizione "anti-eroicistica" verso la conseguente morte di Scott e degli altri membri della sua spedizione.

## Puntate
| nº | Titolo originale    | Titolo italiano                | Prima TV UK      | Prima TV Italia  |
| -- | ------------------- | ------------------------------ | ---------------- | ---------------- |
| 1  | Poles Apart         | Incredibili distanze           | 18 febbraio 1985 | 5 dicembre 1986  |
| 2  | Minor Diversion     | Un piccolo cambiamento         | 20 febbraio 1985 | 12 dicembre 1986 |
| 3  | Leading Men         | Due capitani e un viaggio      | 27 febbraio 1985 | 25 dicembre 1986 |
| 4  | Gentlemen & Players |                                | 6 marzo 1985     | 2 gennaio 1987   |
| 5  | Glories of the Race | La corsa alla gloria           | 13 marzo 1985    | 9 gennaio 1987   |
| 6  | Foregone Conclusion | Obiettivo: la fine della Terra | 20 marzo 1985    | 16 gennaio 1987  |
| 7  | Rejoice             | Il resoconto della gloria      | 27 marzo 1985    | 23 gennaio 1987  |

## Personaggi e interpreti

### Principali
- Capitano Robert Falcon Scott, interpretato da Martin Shaw.
- Roald Amundsen, interpretato da Sverre Anker Ousdal.
- Dott. Edward Adrian "Bill" Wilson, interpretato da Stephen Moore.
- Kathleen Scott, interpretata da Susan Wooldridge.
- Fridtjof Nansen, interpretato da Max von Sydow.
- Capitano Lawrence "Titus" Oates, interpretato da Richard Morant.
- Fredrik Hjalmar Johansen, interpretato da Toralv Maurstad.
- Cecil Meares, interpretato da Bill Nighy.
- Helmer Hanssen, interpretato da Jan Hårstad.
- Tenente Henry Robertson "Birdy" Bowers, interpretato da Sylvester McCoy.
- Tenente Edward "Teddy" Evans, interpretato da Michael Maloney.

## Produzione
La prima puntata sarebbe originariamente dovuta durate due ore.

## Distribuzione
La miniserie è stata trasmessa per la prima volta nel Regno Unito dal 18 febbraio al 17 marzo 1985 su ITV. Negli Stati Uniti, è stata trasmessa dal 20 ottobre dello stesso anno sulla PBS come parte del Masterpiece Theater. In Italia, è stata trasmessa in seconda serata su Raitre dal 5 dicembre 1986 al 23 gennaio 1987.